# Elecciones federales de Australia de 2004
El sábado 9 de octubre de 2004 se celebraron elecciones federales en Australia, en las que se renovaron la Cámara de Representantes y parte del Senado. La coalición conservadora formada por el Partido Liberal y el Partido Nacional (y por el equivalente de éstos en el Territorio del Norte, el Partido Liberal del País) se erigió en vencedora al obtener 87 de los 150 diputados de la Cámara de Representantes. Este resultado ha permitido la continuidad del liberal John Howard en el cargo de primer ministro. Además, la coalición logró asegurarse en el Senado una mayoría de 39 senadores en una cámara de 76 escaños. Por primera vez desde 1981, el partido (o coalición de partidos) gobernante conseguía hacerse también con el control del Senado. Por otra parte, la oposición laborista obtuvo 60 diputados en la Cámara de Representantes y hubo de conformarse con una minoría de 28 senadores en la cámara alta.

## Porcentajes de voto primario para la Cámara de Representantes
- Partido Liberal de Australia: 40,47 %
- Partido Laborista Australiano: 37,63 %
- Verdes Australianos: 7,19 %
- Partido Nacional de Australia: 5,89 %
- Partido La Familia Primero: 2,01 %
- Demócratas Australianos: 1,24 %
- Partido Una Nación: 1,19 %
- Partido Liberal del País: 0,34 %
- Otros: 4,37 %

## Porcentajes de voto para el Senado
- Coalición Liberal Nacional: 44,7 %
- Partido Laborista Australiano: 35,3 %
- Verdes Australianos: 7,5 %
- Demócratas Australianos: 2,0 %
- Partido La Familia Primero: 1,8 %
- Partido Una Nación: 1,7 %
- Otros: 6,9 %

- Datos: Q2052932
- Multimedia: Australian federal election, 2004 / Q2052932